# Sean Elliott
Sean Elliott (Tucson, 2 de fevereiro de 1968) é um ex-jogador de basquete norte-americano. Ele jogou por 12 anos na NBA, sendo 1 temporada pelo Detroit Pistons e 11 delas no San Antonio Spurs, onde se tornou um dos grandes ídolos da franquia texana, tendo sua camisa com o número 32 aposentado pela franquia.  Jogando pelo Spurs foi selecionado 2 vezes para o All-Star Game  e foi campeão na temporada da NBA de 1998-99.  Um pouco depois do título, Elliott anúncio que sofria de Glomeruloesclerose, uma rara doença que o obrigou a fazer um transplante nos rins. Após a recuperação, ele voltou a jogar pelo San Antonio Spurs por 2 temporadas, onde anunciou sua despedida das quadras.

## Prêmios e homenagens
- Campeão da NBA: 1999

- 2 vezes NBA All-Star Game: 1993, 1996

- NBA All-Rookie Team:
  - Segundo Time: 1990

- Seleção dos Estados Unidos:
  - FIBA World Championship:
    -  medalha de ouro: 1986